# 온산역
온산역(Onsan station, 溫山驛)은 울산광역시 울주군 온산읍에 위치한 온산선의 철도역이다. 온산선의 종점이며, 온산산업단지 내에 있다. 이 역은 여객취급을 하지 않는 화물취급 전용역이며, 유류화물을 주로 취급한다.

## 연혁
- 1979년 4월 11일 : 보통역으로 영업 개시[1]

## 직결 선로
- 쌍용정유선(4km)
- 영풍선(500m)
- 고려아연선(1.8km)
- LG금속선(4.1km)

## 근처 정보
- 대한유화 온산공장
- S-OIL 온산공장
- 세진중공업
- 고려아연 온산제련소
- 고려에너지
- KG케미칼 온산공장
- LS-Nikko동제련 온산동제련소
- 온산항